# Fräscha dansband 1
Fräscha dansband 1 är ett album från 1994 av dansbandet Tonnys, Lucky Lips, Chrix, Keith Almgrens orkester, Jannkess och Leif Engvalls. Ann-Cathrine Wiklander medverkar på ett spår. 

## Låtlista
- 1. En väg till ditt hjärta - Jannkess (P.Bergqvist-H.Backström)
- 2. Kan du tro på din stjärna - Tonnys (J.Carlsson-M.Klaman)
- 3. Vindarna talar om kärlek - Chrix (Anders Wikström)
- 4. En svängig refräng - Lucky Lips  (Claes Jagborn)
- 5. En sommar med dej - Keith Almgrens orkester (T.Norell-O.Håkansson-A.Bard-K.Almgren)
- 6. Manolito - Leif Engvalls (Roland Eklund-Keith Almgren)
- 7. Som en dröm - Ann-Cathrine Wiklander & Keith Almgrens orkester (Jan Johansson-Keith Almgren)
- 8. Denice - Chrix (Claes Jagborn)
- 9. Du e' min baby - Tonnys (Anders Dannvik-Per Andreasson)
- 10. Jag ger dej allt du vill ha - Jannkess (Klaman-Gjers-Parker-Wendt-Lundh)
- 11. Tre tända ljus - Keith Almgrens orkester (Patrik Lindqvist-Keith Almgren)
- 12. Achy breaky heart - Lucky Lips (D.Von Tress)
- 13. Det ringer från klockorna i dalen - Leif Engvalls (Jim Svedström)